# Grainbrunn
Grainbrunn ist eine Ortschaft der Gemeinde Sallingberg im Bezirk Zwettl in Niederösterreich.

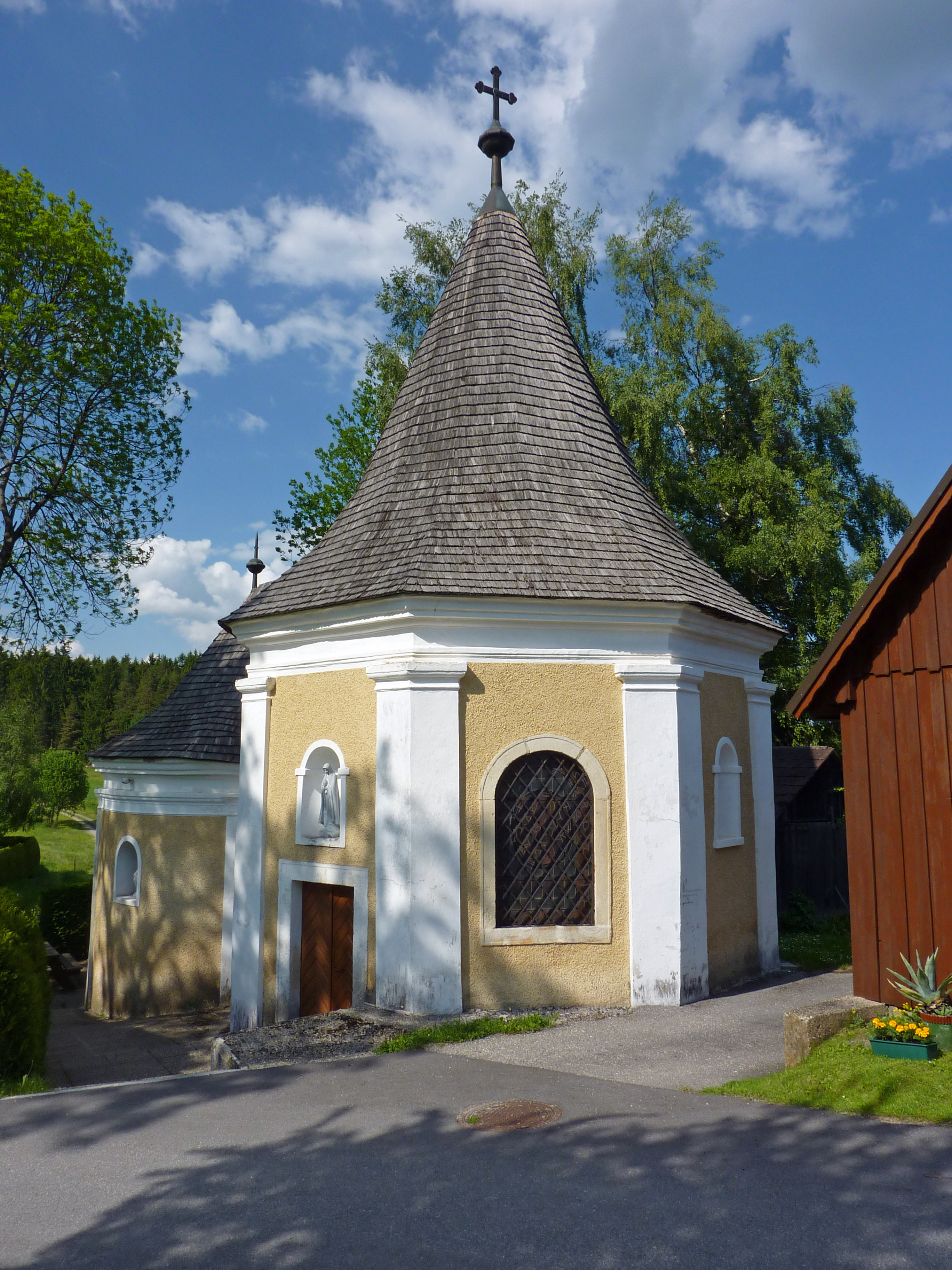
Bründlkapelle im Ort

## Geografie
Das Dorf an der Landesstraße L76, auch wo die L8259 abzweigt, liegt in einer südlichen Ausbuchtung eines Waldgebietes, in dem sich mehrere Feucht- und Quellgebiete befinden.

## Geschichte
Der Ort wird 1395 zum ersten Mal schriftlich als Sanct Grainn erwähnt, 1544 war die Kapelle von St. Grain eine Filiale der Pfarre Großreinprechts. In der Reformationszeit verfiel die Kirche und die Bründlkapelle, 1665 wurde die Kapelle abermals neu errichtet. 1674 wird er dann erstmals als Wallfahrtsort genannt, 1694 wurde eine Einsiedelei gegründet, 1784 wurde Grainbrunn zu einer selbstständigen Pfarre. Ab 1850 war der Ort ein Teil der selbstständigen Gemeinde Großnondorf und wurde am 1. Januar 1967 zusammen mit Großnondorf und Moniholz zur Großgemeinde Grainbrunn vereinigt, diese Gemeinde wird dann am 1. Januar 1968 mit Großreinprechts zur Marktgemeinde Grainbrunn-Reinprechts vereinigt.
Die Marktgemeinde wurde bereits am 1. Januar 1971 wieder aufgelöst und Großreinprechts ein Teil der Gemeinde Lichtenau, Grainbrunn wurde dann mit dem 1. Januar 1972 mit der Gemeinde Sallingberg vereinigt, hier wird sie als Teil der Katastralgemeinde Großnondorf geführt.
Laut Adressbuch von Österreich waren im Jahr 1938 in Grainbrunn ein Bäcker, ein Fahrradhändler, ein Fleischer, zwei Gastwirte, zwei Gemischtwarenhändler, zwei Holzhändler, ein Schlosser, ein Schneider und zwei Schneiderinnen, ein Schuster, ein Tischler, ein Viehhändler und ein Landwirt mit Ab-Hof-Verkauf ansässig. Weiters betrieb die Lichtgenossenschaft Grainbrunn ein Elektrizitätswerk.
Die Schule im Ort wird 1972 neu gebaut.

## Sehenswürdigkeiten
- denkmalgeschützte Pfarrkirche Grainbrunn von 1694
- denkmalgeschützte Bründlkapelle